# Maszyna płaska

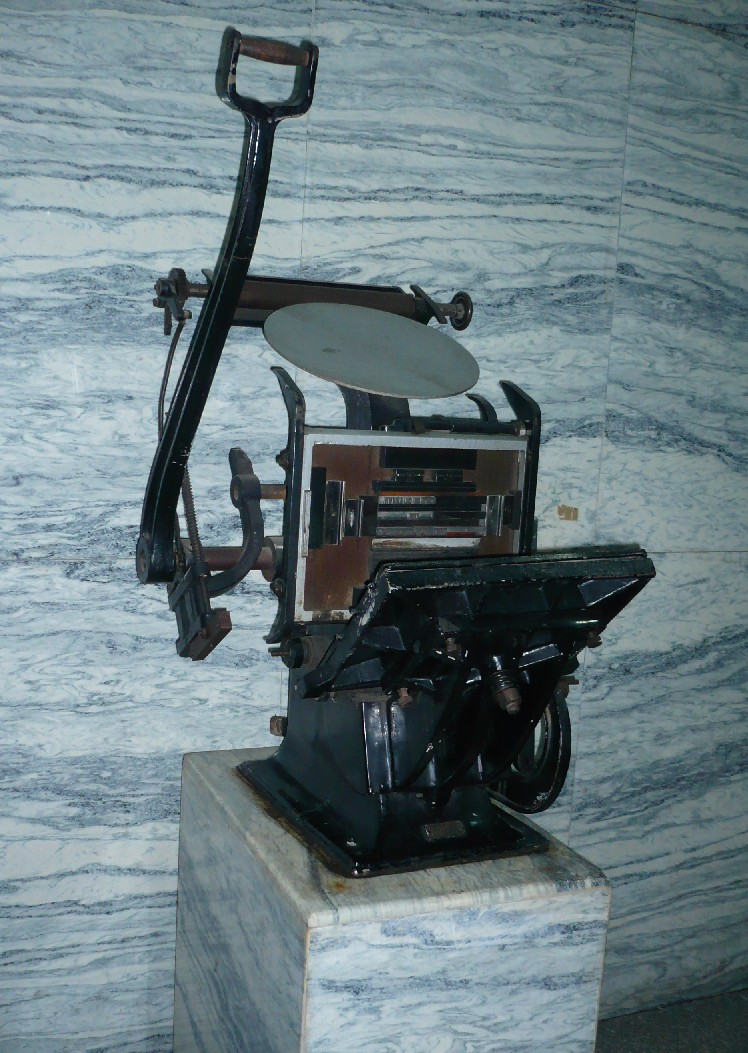
Ręczna maszyna płaska

Maszyna płaska – maszyna drukarska, w której forma drukowa jest "płaska", a mówiąc dokładniej powierzchnie drukujące tej formy są położone w jednej płaszczyźnie.
W tego typu maszynie forma drukowa jest położona na płaskiej płycie formowej, która porusza się ruchem posuwisto-zwrotnym. Wraz z ruchem płyty formowej w jedną stronę odbywa się nakładanie farby drukowej poprzez walec farbowy, a z ruchem przeciwnym odbywa się dociśnięcie podłoża drukowego do formy drukowej za pomocą cylindra dociskowego. Podłoże drukowe jest nakładane i zdejmowane właśnie z tego cylindra, a zarówno cylinder jak i walec poruszają się również obrotowo-zwrotnym.
Technologią typową dla maszyny płaskiej jest druk wypukły, a podłoże drukowe jest konfekcjonowane w postaci arkuszy.
Maszyny tego typu są mało wydajne ale również ich koszt jest niski. Dodatkowymi ograniczeniami są:  możliwość nakładania w czasie przelotu podłoża przez maszynę tylko jednego koloru, oraz zadrukowywanie tylko jednej powierzchni arkusza (druk jednostronny).
Przeciwieństwem maszyny płaskiej jest maszyna rotacyjna z zaokrągloną formą drukową.